# Quercus sebifera
Quercus sebifera — вид рослин з родини букових (Fagaceae), ендемік Мексики.

## Опис
Це листопадний чагарник заввишки до 3 м і діаметром стовбура до 15 см; утворює щільні зарості шляхом кореневищного розмноження. Кора сіра. Гілочки червонуваті, спочатку волосисті, потім голі. Листки товсті, зворотно-яйцюваті, довгасті, зворотно-ланцетні до еліптичних, 3–7 × 1–3.5 см; верхівка тупа; основа тупа до субсерцеподібної; край товстий, плоский або злегка загнутий, цілий або зубчастий; верх сірувато-зелений, тьмяний, голий за винятком деяких зірчастих волосків біля основи середньої жилки; низ блідіший, тьмяний; ніжка листка гола, червонувата з темною основою, 2.5–4 мм. Цвітіння: березень — травень. Тичинкові сережки 15–35 мм, з численними квітками. Маточкові суцвіття 2-квіткові завдовжки 15 мм. Жолуді поодинокі або по 3 на плодоносі завдовжки 5–20 мм, у довжину 10–15 мм; чашечка в діаметрі 12–14 мм, закриває 1/4 горіха, з сіруватими притисненими лусочками; дозрівають у перший рік, у вересні — листопаді.

## Середовище проживання
Поширення: Мексика (Чьяпас, Пуебла, Сан-Луїс-Потосі, Ідальго, Оахака, Нуево-Леон, Тамауліпас, Веракрус). Росте на висотах від 1600 до 2400 метрів. Часто зустрічається на сухих, малородючих ґрунтах у дубовому лісі, дубово-сосновому лісі, ксерофільному чагарнику та чапаралі.

## Використання
Використовується для дров.